# Taqian, Fujian
Taqian (kinesiska: 塔前) är en köping i sydöstra Kina. Den ligger i stadsdistriktet Yanping i staden Nanping i provinsen Fujian,  omkring 120 kilometer väster om provinshuvudstaden Fuzhou. Antalet invånare är 15630. Befolkningen består av 7 355 kvinnor och 8 275 män. Barn under 15 år utgör 22,0 %, vuxna 15-64 år 65 %, och äldre över 65 år 12,0 %.